# 布施畑ジャンクション
布施畑ジャンクション（ふせはたジャンクション）は、兵庫県神戸市西区伊川谷町布施畑にある神戸淡路鳴門自動車道（西神自動車道）と阪神高速道路7号北神戸線のジャンクションである。
神戸淡路鳴門自動車道側に布施畑インターチェンジ（ふせはたインターチェンジ）が併設されている。

## 概要
ジャンクションの接続部分に料金所があり、神戸淡路鳴門自動車道から料金所通過後に一般道へ流出するか阪神高速7号へ流入する分岐があるが、阪神高速7号からは一般道との接続はなく、神戸淡路鳴門自動車道への流出入のみ可能である。
隣の垂水ICでは神戸淡路鳴門自動車道から一般道に出ることができないため、四国方面の本州側最終出口となる（一般道路との接続部分は須磨区弥栄台1丁目）。ここを通り過ぎてしまった場合は垂水JCT経由で第二神明道路須磨ICか第二神明道路北線長坂ICで出ることになる。

## 歴史
- 1998年（平成10年）4月5日：神戸淡路鳴門自動車道・神戸西IC - 津名一宮IC間開通に伴い、供用開始[1]。

## 周辺
- 神戸流通センター（神戸流通業務団地）
- 神戸総合運動公園
  - 神戸総合運動公園野球場（ほっともっとフィールド神戸）
  - ユニバー記念競技場
  - 総合運動公園駅（神戸市営地下鉄西神延伸線）

## 接続する道路
- 直接接続
  - 兵庫県道65号神戸加古川姫路線

- 間接接続
  - 兵庫県道16号明石神戸宝塚線

## 料金所
- ブース数：10

### 入口
- ブース数：3
  - ETC専用：1
  - 一般：2

### 阪神高速乗継
- ブース数：5
  - ETC専用：1
  - 一般：4

### 出口
- ブース数：2
  - ETC専用（時間帯によりETC/一般）：1
  - 一般：1

## 隣
E28 神戸淡路鳴門自動車道（西神自動車道）
(1)神戸西IC/TB - (2)布施畑JCT/IC - (3)垂水JCT
阪神高速7号北神戸線
(7-04)前開出入口 - 布施畑JCT - (7-05)布施畑西出入口